# Вила Колемандина
Вила Колемандина (итал. Villa Collemandina) је насеље у Италији у округу Лука, региону Тоскана.
Према процени из 2011. у насељу је живело 139 становника. Насеље се налази на надморској висини од 546 м.

## Становништво
| 1931. | 1936. | 1951. | 1961. | 1971. | 1981. | 1991. | 2001. | 2011. |
| ----- | ----- | ----- | ----- | ----- | ----- | ----- | ----- | ----- |
| 2.013 | 1.970 | 1.969 | 1.722 | 1.532 | 1.366 | 1.354 | 1.400 | 1.363 |